# Speckmoorgraben
Der Speckmoorgraben ist ein 2,8 km langer Bach in der Gemeinde Regesbostel im Landkreis Harburg in Niedersachsen, der von rechts und Südwesten in den Staersbach mündet.

## Verlauf
Der Speckmoorgraben beginnt in einem kleinen Moor östlich von Holvede und läuft zunächst nordwärts. Er durchfließt bald eine Waldinsel und darin einen Moorteich, danach mit Richtungswechseln entlang von Feldgrenzen nach Nordosten. Nach Unterquerung der Kreisstraße 16 in dieser Richtung zieht er erkennbar begradigt zwischen Wiesen und Äckern, fließt am Naturbad Regesbostel vorbei, kreuzt in einem schmalen Auwaldstreifen die Kreisstraße 38, der auf den letzten 100 Metern dünner wird, so dass Wiesen nahe ans Ufer treten. Schließlich mündet er von rechts und in den Staersbach.

## Befahrungsregeln
Wegen intensiver Nutzung der Este durch Freizeitsport und Kanuverleiher erließ der Landkreis Harburg 2002 eine Verordnung unter anderem für die Este, ihre Nebengewässer und der zugehörigen Uferbereiche, die den Lebensraum von Pflanzen und Tieren schützen soll. Seitdem ist das Befahren und Betreten des Speckmoorgraben ganzjährig verboten.